# Selección de fútbol sala de Libia
La Selección de fútbol sala de Libia es el equipo que representa al país en la copa Mundial de fútbol sala de la FIFA, en el Campeonato Africano de Futsal y en otros torneos de la especialidad; y es controlado por la Federación de Fútbol de Libia.

## Estadísticas

### Copa Mundial de Futsal FIFA
| Copa Mundial de fútbol sala de la FIFA | Copa Mundial de fútbol sala de la FIFA | Copa Mundial de fútbol sala de la FIFA | Copa Mundial de fútbol sala de la FIFA | Copa Mundial de fútbol sala de la FIFA | Copa Mundial de fútbol sala de la FIFA | Copa Mundial de fútbol sala de la FIFA | Copa Mundial de fútbol sala de la FIFA |
| Año                                    | Ronda                                  | J                                      | G                                      | E                                      | P                                      | GF                                     | GC                                     |
| -------------------------------------- | -------------------------------------- | -------------------------------------- | -------------------------------------- | -------------------------------------- | -------------------------------------- | -------------------------------------- | -------------------------------------- |
| 1989 - 1996                            | No participó                           | No participó                           | No participó                           | No participó                           | No participó                           | No participó                           | No participó                           |
| 2000                                   | No clasificó                           | No clasificó                           | No clasificó                           | No clasificó                           | No clasificó                           | No clasificó                           | No clasificó                           |
| 2004                                   | No participó                           | No participó                           | No participó                           | No participó                           | No participó                           | No participó                           | No participó                           |
| 2008                                   | Primera ronda                          | 4                                      | 0                                      | 1                                      | 3                                      | 7                                      | 14                                     |
| 2012                                   | Fase de grupos                         | 3                                      | 0                                      | 0                                      | 3                                      | 3                                      | 22                                     |
| 2016                                   | No clasificó                           | No clasificó                           | No clasificó                           | No clasificó                           | No clasificó                           | No clasificó                           | No clasificó                           |
| 2021                                   | No clasificó                           | No clasificó                           | No clasificó                           | No clasificó                           | No clasificó                           | No clasificó                           | No clasificó                           |
| 2024                                   | Fase de grupos                         | 3                                      | 1                                      | 0                                      | 2                                      | 4                                      | 13                                     |
| Total                                  | 3/10                                   | 10                                     | 1                                      | 1                                      | 8                                      | 14                                     | 49                                     |

### Campeonato Africano de Futsal
| Campeonato Africano de Futsal | Campeonato Africano de Futsal | Campeonato Africano de Futsal | Campeonato Africano de Futsal | Campeonato Africano de Futsal | Campeonato Africano de Futsal | Campeonato Africano de Futsal | Campeonato Africano de Futsal |
| Año                           | Ronda                         | J                             | G                             | E                             | P                             | GF                            | GC                            |
| ----------------------------- | ----------------------------- | ----------------------------- | ----------------------------- | ----------------------------- | ----------------------------- | ----------------------------- | ----------------------------- |
| 1996                          | No participó                  | No participó                  | No participó                  | No participó                  | No participó                  | No participó                  | No participó                  |
| 2000                          | Tercer lugar                  | 3                             | 1                             | 1                             | 1                             | 15                            | 19                            |
| 2004                          | No participó                  | No participó                  | No participó                  | No participó                  | No participó                  | No participó                  | No participó                  |
| 2008                          | Campeón                       | 6                             | 6                             | 0                             | 0                             | 27                            | 8                             |
| 2016                          | Fase de grupos                | 3                             | 1                             | 1                             | 1                             | 6                             | 5                             |
| 2020                          | Cuarto lugar                  | 5                             | 2                             | 0                             | 3                             | 7                             | 11                            |
| 2024                          | Tercer lugar                  | 5                             | 2                             | 1                             | 2                             | 18                            | 21                            |
| Total                         | 5/7                           | 22                            | 12                            | 3                             | 7                             | 73                            | 64                            |

### Copa Árabe de Futsal
| Copa Árabe de Futsal | Copa Árabe de Futsal | Copa Árabe de Futsal | Copa Árabe de Futsal | Copa Árabe de Futsal | Copa Árabe de Futsal | Copa Árabe de Futsal | Copa Árabe de Futsal |
| Año                  | Ronda                | J                    | G                    | E                    | P                    | GF                   | GC                   |
| -------------------- | -------------------- | -------------------- | -------------------- | -------------------- | -------------------- | -------------------- | -------------------- |
| 1998                 | Tercer lugar         | 5                    | 3                    | 0                    | 2                    | 30                   | 23                   |
| 2005                 | Cuarto lugar         | 5                    | 2                    | 0                    | 3                    | 27                   | 28                   |
| 2007                 | Campeón              | 5                    | 4                    | 1                    | 0                    | 17                   | 8                    |
| 2008                 | Campeón              | 6                    | 6                    | 0                    | 0                    | 43                   | 11                   |
| 2021                 | No participó         | No participó         | No participó         | No participó         | No participó         | No participó         | No participó         |
| 2022                 | Cuartos de final     | 3                    | 1                    | 0                    | 2                    | 5                    | 8                    |
| Total                | 5/6                  | 24                   | 16                   | 1                    | 7                    | 122                  | 78                   |

### Copa del Mediteráneo
| Año   | Ronda     | J | G | E | P | GF | GC |
| ----- | --------- | - | - | - | - | -- | -- |
| 2010  | Finalista | 6 | 5 | 0 | 1 | 32 | 13 |
| Total | 1/1       | 6 | 5 | 0 | 1 | 32 | 13 |

### Torneo de África del Norte
| Año   | Ronda   | J  | G  | E | P | GF | GC |
| ----- | ------- | -- | -- | - | - | -- | -- |
| 2005  | Campeón | 4  | 4  | 0 | 0 | 24 | 13 |
| 2009  | Campeón | 3  | 3  | 0 | 0 | 20 | 3  |
| 2010  | Campeón | 4  | 4  | 0 | 0 | 34 | 6  |
| Total | 3/3     | 11 | 11 | 0 | 0 | 78 | 22 |

### Copa Confederaciones
| Año   | Ronda        | J            | G            | E            | P            | GF           | GC           |
| ----- | ------------ | ------------ | ------------ | ------------ | ------------ | ------------ | ------------ |
| 2009  | 3º Lugar     | 4            | 2            | 0            | 2            | 11           | 11           |
| 2013  | No participó | No participó | No participó | No participó | No participó | No participó | No participó |
| 2014  | No participó | No participó | No participó | No participó | No participó | No participó | No participó |
| Total | 1/3          | 4            | 2            | 0            | 2            | 11           | 11           |